# Apogon pseudotaeniatus
Apogon pseudotaeniatus es una especie de pez de la familia de los apogónidos en el orden de los perciformes.

## Morfología
Los machos pueden llegar a alcanzar los 14 cm de longitud total.

## Distribución geográfica
Se encuentran desde el Mar Rojo y el Golfo Pérsico hasta Malasia, Indonesia y Japón.